# Dornier Do 23
Il Dornier Do 23 era un bombardiere medio bimotore ad ala alta realizzato dall'azienda tedesca Dornier-Werke GmbH negli anni trenta.
Derivato dal precedente Do 11 verrà ulteriormente modificato portando alla variante ridenominata Do 13 non avviata alla produzione in serie ma che darà origine alla variante definitiva, il Do 23.

## Storia

### Sviluppo
Nel marzo 1935 venne deciso di sviluppare il deludente Do 13. Il nuovo progetto, o meglio riprogettazione, differiva da questo in diversi particolari atti a sopperire le carenze del precedente velivolo. La nuova variante ridenominata Do 23, si riconosceva principalmente per l'adozione di un'ala dall'apertura ridotta e di un impennaggio bideriva, modifiche che nelle prove di volo si dimostrarono efficaci risolvendo i problemi che affliggevano il suo predecessore. Il buon risultato suggerì, oltre che l'avvio di una produzione in serie, anche la conversione al nuovo standard tutti i Do 13 ancora in corso di completamento e degli esemplari superstiti precedentemente realizzati.

### Impiego operativo
Nel frattempo però la tecnologia nella progettazione e costruzione dei velivoli era progredita molto velocemente ed oramai il Do 23, che condivideva l'originale impostazione considerata oramai obsoleta risalente al capostipite della serie, il Dornier F, venne destinato a compiti di seconda linea ed assegnato, durante la seconda guerra mondiale, ai reparti Luftwaffe che operavano nei territori della neo annessa ex-Cecoslovacchia. In prima linea venne infatti sostituito dal più moderno ed efficiente Heinkel He 111, già testato in combattimento con successo durante la guerra civile spagnola.
Almeno un esemplare venne equipaggiato un anello Mausi ed impiegato in cooperazione con la Kriegsmarine per l'individuazione e la distruzione di mine navali.

## Descrizione tecnica
Il Do 23 riproponeva l'impostazione dei precedenti modelli da cui derivava. La fusoliera, di costruzione metallica in lega leggera, era di sezione rettangolare, alta e stretta, dotata di abitacolo di pilotaggio aperto e di postazioni difensive sul muso, dorsale e ventrale, le prime due anch'esse aperte, dotate di mitragliatrici. Posteriormente si rastremava terminando in un impennaggio bideriva di grandi dimensioni e dai piani orizzontali controventati.
L'ala era montata alta e dotata di un sensibile angolo d'attacco, sulla quale erano installate le gondole che contenevano i motori. Il carrello d'atterraggio era un triciclo classico, fisso, dotato di grandi ruote carenate ed integrato posteriormente da un ruotino d'appoggio.
La propulsione era affidata a una coppia di motori che variarono nei vari prototipi; l'ultima configurazione era dotata di due BMW VI a 12 cilindri a V di 60º, raffreddati ad acqua, capaci di erogare una potenza di 750 PS (552 kW) ciascuno. In seguito saranno sostituiti con la loro ultima versione, la VIu, dotata di raffreddamento a liquido, cioè con l'adozione di un liquido antigelo a base di glicole etilenico.
L'armamento difensivo era affidato a tre postazioni dotate di mitragliatrici MG 15 calibro 7,92 mm e posizionate sul muso, in posizione dorsale e ventrale. Quello offensivo era costituito da un carico bellico di bombe fino a 1 000 kg complessivi caricate in una stiva interna.

## Versioni
Do 23 F
prima versione di produzione in serie.
Do 23 G
versione migliorata, equipaggiata con due motori BMW VIu raffreddati ad acqua con aggiunta di glicole antigelo.

## Utilizzatori
Germania
- Luftwaffe